# Cancel culture
Cancel culture er en engelsk betegnelse, som endnu ikke har fået en entydig dansk oversættelse. Fænomenet bliver ofte beskrevet som cancel culture på dansk, selvom begrebet kan oversættes til "ekskluderingskultur", "eliminationskultur" eller "udelukkelseskultur".
Cancel culture er en moderne form for udstødelse, hvor nogen bliver fordømt og udelukket fra sociale eller professionelle kredse - hvad enten det er online, på sociale medier eller personligt. De, der er udsat for denne form for udstødelse, siges at være blevet "cancelled" (på dansk: "annulleret"). De er blevet ekskluderet af et fællesskab eller et andet individ. Udtrykket "cancel culture" har for det meste negative konnotationer og bruges almindeligvis i debatter om ytringsfrihed og censur.
Begrebet "cancel culture" er en variant af det, som på engelsk, betegnes "call-out culture" og udgør en form for boykotting, der involverer en person (normalt en berømthed), der anses for at have handlet eller talt på en tvivlsom eller kontroversiel måde.

## Oprindelse
Bandet Chics album Take It Off indeholdte sangen "Your Love Is Canceled", som sammenlignede det at slå op med sin partner med en "cancellation" (dansk: "annullering") af et tv-program. Sangen blev skrevet af Nile Rodgers efter en dårlig date, som Rodgers havde med en kvinde, der forventede, at han misbrugte sin berømthedsstatus på hendes vegne. "Your Love Is Cancelled" inspirerede manuskriptforfatter Barry Michael Cooper til at inkludere en reference til en kvinde, der blev droppet (engelsk: "canceled") i 1991-filmen New Jack City. Denne brug af termen introducerede udtrykket til det afroamerikansk sprogbrug, hvor det til sidst blev mere almindeligt. Begrebet "canceling" (dansk: "annullering") blev i 2015 udbredt på Black Twitter (en subgruppe på Twitter bestående af afroamerikaner), som en reference til en personlig beslutning om at stoppe med at støtte en person eller arbejde – nogle gange alvorligt ment og andre gange i spøg. Ifølge Jonah Engel Bromwich fra The New York Times indikerede denne brug af termen "cancellation", at man i fulde ville frasælge eller "desinvesteringe fra noget (hvad som helst)".
"Call-out culture" har været i brug siden 2014 som en del af #MeToo-bevægelsen.

## Akademisk analyse
Ifølge bogen The Coddling of the American Mind (2018) – skrevet af socialpsykolog Jonathan Haidt og forkæmperne for ytringsfrihed Greg Lukianoff – opstod "Call-out culture" fra det, de benævner "safetyism" (dansk: "sikkerhedsisme") på diverse universitetscampusser. Ifølge Keith Hampton, professor i medievidenskab ved Michigan State University, bidrager praksissen til polariseringen af det amerikanske samfund, men det fører ikke til meningsændringer. Cancel-kultur er, af medievidenskabsforskeren Eve Ng, blevet beskrevet som "et kollektiv af typisk marginaliserede stemmer, der "råber" og udtrykker deres mistillid til en stærk figur." Kulturforsker Frances Lee hævder, at en "call-out culture" fører til selvjustits i forhold til "forkerte, undertrykkende eller upassende" meninger. Ifølge Lisa Nakamura, professor i medievidenskab ved University of Michigan, er "cancelling" af nogen en form for "kulturel boykot", og cancel culture er det "ultimative udtryk for handlefrihed", som er "født af et ønske om kontrol, idet folk har begrænset magt over, hvad der præsenteres for dem på sociale medier" og et behov for "ansvarlighed, som ikke er centraliseret".
Nogle akademikere har forslået alternativer og forbedringer til cancel culture. Professor Anita Bright foreslog "calling in" snarere end "calling out" for at bringe den førstnævnte idé om ansvarlighed frem, men med en mere "humant, ydmygt og brobyggende" indgangsvinkel. Anna Richards, der har specialiseret sig i konfliktformidling, sagde, at det "at lære at analysere vores egne motiver, når man yder kritik", hjælper "call-out culture" med at arbejde produktivt.
Professor Joshua Knobe, fra filosofiafdelingen på Yale University, hævder, at offentlig fordømmelse ikke er effektiv, og at samfundet hurtigt træffer afgørelse over dem, de betragter som offentlige lovovertrædere eller persona non-grata. Han hævder endvidere, at disse handlinger har den modsatte effekt på enkeltpersoner, og at det er bedst at henlede opmærksomheden på de positive handlinger, som det meste af samfundet deltager i.

## Fremtrædende eksempler
En række fremtrædende sager er blevet nævnt som eksempler på "cancel culture".
I august 2017 blev James Damore fyret fra Google efter at have skrevet et kontroversielt internt notat. I notatet kaldte Damore kulturen på Google for et "ideologisk ekkokammer" og argumenterede for, at kønsforskelle på arbejdspladsen delvist kunne forklares med biologiske forskelle.
I maj 2020, efter at videoen af en racistisk ladet konfrontation gik viral (såkaldte "fuglekikkeriet ved Central Park"), blev Amy Cooper fyret fra sit job hos Franklin Templeton Investments og måtte midlertidigt overgive sin hund til et hundepensionat.
I februar 2021 blev videnskabs- og sundhedsreporter Donald McNeil Jr. fyret fra New York Times for at gentage en nedværdigende racemæssig ord i en samtale fra 2019 om en studerende, der blev suspenderet for at have sagt netop dette ord. I en kontroversiel erklæring, der forklarede fyringen, sagde den udøvende redaktør for New York Times, at mediet ikke tolererer racistisk sprogbrug "uanset hensigt". Redaktøren endte senere med at trække dele af denne erklæring tilbage.

## Reaktioner
Udtrykket "cancel culture" har for det meste negative konnotationer og bruges ofte i debatter om ytringsfrihed og censur.
Den tidligere amerikanske præsident Barack Obama advarede mod "call-out culture" på de sociale medier og sagde: "Folk, der gør rigtig gode ting, har mangler. Folk, som du kæmper, kan elske deres børn, og du ved, dele visse ting med dig." Obamas efterfølger, præsident Donald Trump, kritiserede også cancel culture i en tale i juli 2020 og sammenlignede den med totalitarisme. Trump hævdede her, at det var et politisk våben, der blev brugt til at straffe og udskamme politiske modstandere som følge af krav om underkastelse eller trusler om, at man vil miste sit job.

### Åbent brev
Dalvin Brown, der skriver i USA Today, har beskrevet et åbent brev, der var underskrevet af 153 offentlige personer og offentliggjort i Harper's Magazine, som højdepunktet i debatten om "cancel culture". Brevet – det såkaldte Harpers brev – redegjorde for argumenter mod "en intolerance over for modsatrettede synspunkter", hvor folk offentligt udstødes og udskammes, og hvor der er en "tendens til at komplekse politiske spørgsmål fremstilles med henvisning til en klar moralsk sikkerhed."
Som reaktion på Harpers brev organiserede lektoren Arionne Nettles et indlæg med titellen "A More Specific Letter on Justice and Open Debate", som blev underskrevet af over 160 mennesker i henholdsvis den akademiske og medie verden. Dette indlæg kritiserede Harpers brev for at opfordre til at afslutte "cancel culture" for succesrige fagfolk med store platforme, men samtidig udelukke folk, som var blevet "cancelled" gennem flere generationer.

### Den offentlige mening i USA
En meningsmåling, foretaget af Morning Consult i juni 2020, af registrerede vælgere i USA viste, at cancel culture – defineret som "praksissen med at trække støtte til (eller "cancel") offentlige personer og virksomheder, efter de har gjort eller sagt noget, der betragtes som stødende" – var almindelig. Således svarede 40 % af de adspurgte, at de havde trukket deres støtte til offentlige personer og virksomheder, herunder på sociale medier, fordi de havde gjort eller sagt noget, som de betragtede som værende stødende. 8 % af de adspurgte havde ofte engageret sig i denne praksis. Adfærden varierede dog efter alder, idet et flertal (55 %) af de adspurgte i aldersgruppen 18 til 34 år sagde, at de havde deltaget i cancel culture, mens kun omkring en tredjedel (32 %) af de adspurgte over 65 år tilkendegav, at de havde deltaget i cancel culture på de sociale medier. Den generelle holdning til denne praksis var blandet, idet 44 % af de adspurgte sagde, at de ikke støttede denne cancel culture, 32 % støttede denne cancel culture, mens 24 % af de adspurgte ikke havde nogen mening herom. Desuden mente 46 %, at cancel culture var gået for langt, hvor kun 10 % mente, at den ikke var gået langt nok. Imidlertid mente et flertal (53 %), at folk skulle forvente sociale konsekvenser for at udtrykke upopulær mening offentligt, især de meninger, som kan opfattes som værende dybt krænkende for andre mennesker.

### Kritik af konceptet
Nogle journalister sætter spørgsmålstegn ved gyldigheden af cancel culture som et faktisk fænomen.
Danielle Kurtzleben, en politisk reporter for mediet NPR, skrev i 2021, at udtrykket "cancel culture" havde været anvendt for meget i amerikansk politik (især blandt republikanere), hvilket havde afstedkommet, at udtrykket "uden tvivl var blevet baggrundsstøj". I henhold til Per Kurtzleben og andre har udtrykket gennemgået en grammatikalisering, hvorved udtrykket har mistet sin oprindelige betydning.
Connor Garel, der skriver for mediet Vice, sagde, at cancel culture "sjældent har nogen konkret eller meningsfuld indflydelse på de menneskers, som bliver "cancelled", liv."
Historikeren CJ Coventry hævder, at udtrykket er blevet anvendt forkert, og at det mere nøjagtigt afspejler folks tilbøjelighed til at skjule historiske tilfælde af uretfærdighed:
 While I agree that the line between debate and suppression is one that occasionally gets crossed by the so-called left wing, it is almost invariably true that the real cancel culture is perpetrated by those who have embraced the term. If you look through Australian history, as well as European and American history, you will find countless examples of people speaking out against injustice and being persecuted in return. I can think of a number of people in our own time who are being persecuted by supposedly democratic governments for revealing uncomfortable information.

En anden historiker, David Olusoga, hævder ligeledes:
 Unlike some on the left, I have never doubted that "cancel culture" exists ... The great myth about cancel culture, however, is that it exists only on the left. For the past 40 years, rightwing newspapers have ceaselessly fought to delegitimise and ultimately cancel our national broadcaster [the BBC], motivated by financial as well as political ambitions.

Professor og aktivist Pamela Palmater skrev i en artikel i Maclean's magasin – der tog udgangspunkt i en kontrovers og fordømmelse af en canadisk politiker, der tog på ferie under coronaviruspandemien til trods for modsatrettede anbefalinger – at cancel culture adskiller sig fra ansvarlighed.
Den tidligere amerikanske erhvervsminister Eugene Scalia (søn af tidligere højesteretsdommer Antonin Scalia) sagde, at cancel culture var en form for ytringsfrihed, hvorfor denne er beskyttet af det første tillæg til USA's forfatning. Ifølge Scalia kunne cancel culture imidlertid forstyrre retten til advokatbistand, da nogle advokater ikke ville være villig til at risikere deres personlige og professionelle omdømme på sager, der beskæftigede sig med kontroversielle emner.

## I populærkulturen
Den amerikanske animerede tv-serie South Park hånede cancel culture med sin egen "#CancelSouthPark"-kampagne til fremme tv-seriens 22. sæson (2018). I sæsonens tredje episode, "The Problem with a Poo", var der henvisninger til dokumentaren fra 2017 "The Problem with Apu" (fordømmelsen af karakteren Apu i tv-serien The Simpsons), annulleringen af tv-serien Roseanne efter kontroversielle tweets fra seriens hovedrolleindehaver, Roseanne Barr, samt bekræftelseshøringerne af højesteretsdommer Brett Kavanaugh.
Både Dixie Chicks (for deres åbenlyse kritik af Irak-krigen og præsident Bush) og Bill Maher har endvidere sagt, at de har været ofre for cancel culture.
Cancel culture var i 2019 det primære tema i stand-up komedie-showet Sticks & Stones af Dave Chappelle.